# 保戸野金砂町
保戸野金砂町（ほどのかなさまち）は秋田県秋田市にある町。郵便番号は010-0902。住居表示実施済み地区。

## 地理
秋田市の中央部、保戸野地域の中では北東部に位置する。南西に町名の由来となった金砂神社があり、北から東にかけて地区の半分以上を秋田県立秋田工業高等学校が占めている。その他は住宅地である。
北東はJR奥羽本線を挟んで泉馬場、南は旭川を挟んで手形からみでん・千秋中島町、西は保戸野八丁に隣接する。

## 歴史
久保田城下で小禄・扶持方家臣の侍町だった（旧）保戸野金砂町を前身とする。正保期（1645 - 1648年）の絵図である「出羽国秋田郡久保田城画図」ではまだ町が存在せず、宝永7年（1710年）の金砂神社移転から町割が開始されたものと考えられている。享保期（1716 - 1735年）以降の絵図では北東部に「御厩御小人」屋敷があり、「お厩町」とも呼ばれていた。隣接する泉馬場（旧泉字馬場）の地名の由来も、厩に属する馬場があったことによる。

### 沿革
- 1710年（宝永7年） - 金砂神社と別当の東清寺が寺町から移転してくる[3]。
- 1824年（文政7年） - 嬥桜神社が寺町から金砂神社境内へ移転してくる[4]。
- 明治期
  - 東清寺が廃寺となる[4]。
  - 嬥桜神社が金砂神社に合祀される[4]。
- 1904年（明治37年）5月 - 秋田工業学校（現在の秋田県立秋田工業高等学校）が開校する[5]。
- 1956年（昭和31年） - 金砂神社が焼失する[4]。
- 1966年（昭和41年）4月1日 - 住居表示実施に伴い、（新）保戸野金砂町が成立する。

### 町名の変遷
以下はすべて住居表示実施に伴う変更。
| 実施前             | 実施年月日     | 実施後（各町ともその一部）          |
| ------------------ | -------------- | ----------------------------------- |
| （旧）保戸野金砂町 | 昭和41年4月1日 | （新）保戸野金砂町 ほどのかなさまち |
| （旧）保戸野金砂町 | 昭和41年4月1日 | 保戸野八丁 ほどのはっちょう         |

| 実施後             | 実施年月日     | 実施前（各町・字ともその一部）      |
| ------------------ | -------------- | ----------------------------------- |
| （新）保戸野金砂町 | 昭和41年4月1日 | 泉字新堰 いずみ あざにいぜき        |
| （新）保戸野金砂町 | 昭和41年4月1日 | 泉字馬場 いずみ あざばば            |
| （新）保戸野金砂町 | 昭和41年4月1日 | （旧）保戸野金砂町 ほどのかなさまち |

## 世帯数と人口
2016年（平成28年）10月1日現在の世帯数と人口は以下の通りである。
| 町丁         | 世帯数 | 人口  |
| ------------ | ------ | ----- |
| 保戸野金砂町 | 93世帯 | 227人 |

## 交通

### 鉄道
北東端を奥羽本線が通っているが、駅はない。最寄り駅は中通七丁目にあるJR東日本奥羽本線・羽越本線・秋田新幹線の秋田駅。

### バス
町内を通るバス路線はない。最寄りのバス停は旭川対岸の千秋中島町にある秋田中央交通の「千秋中島町」（楢山大回り線）。ただし本数僅少。

### 道路
- 新中島橋（旭川、秋田市道）

## 施設
- 秋田県立秋田工業高等学校
- 金砂神社

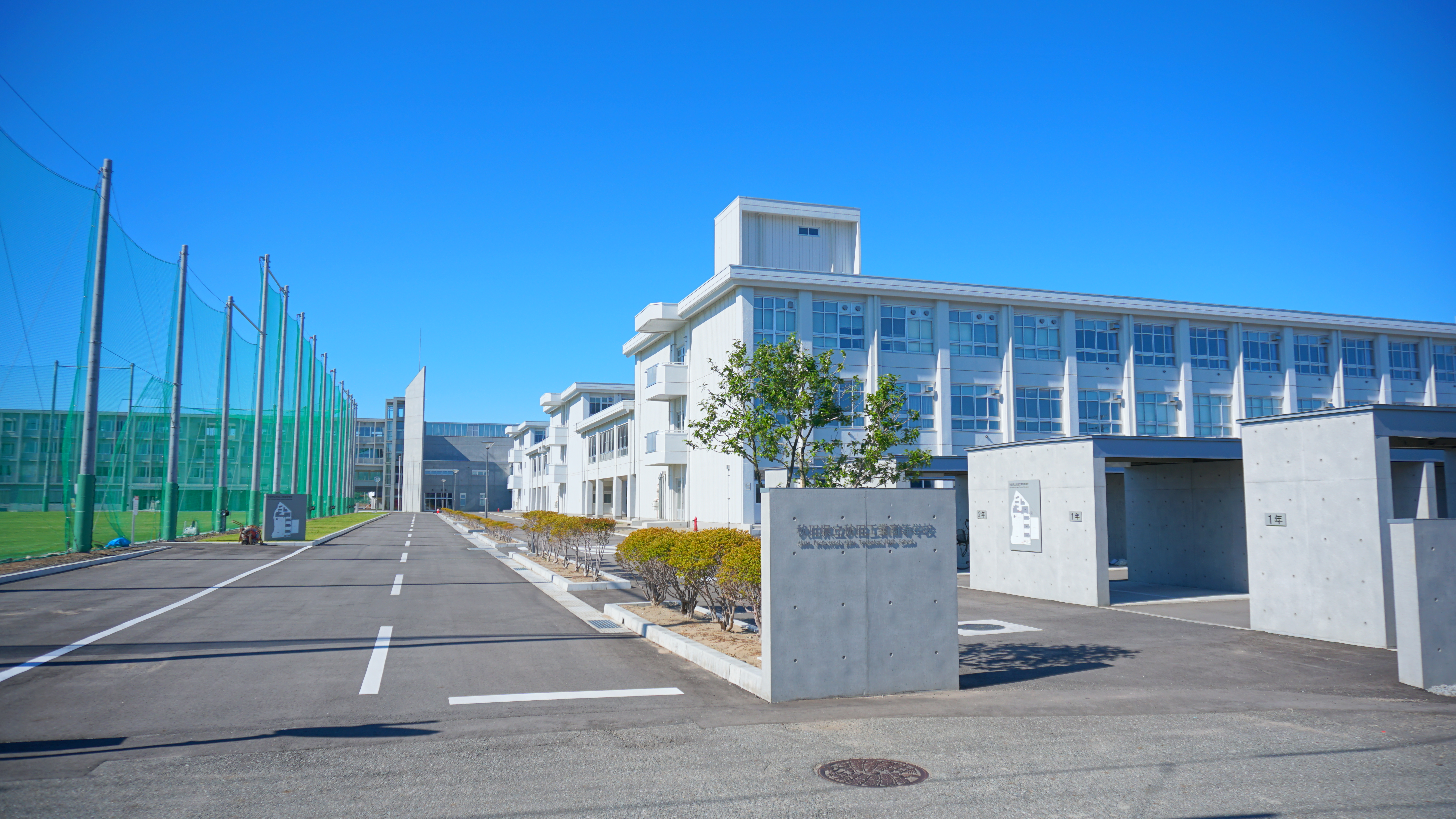
秋田工業高等学校